# Jewgeni Olegowitsch Sudbin
Jewgeni Olegowitsch Sudbin  (russisch Евгений Олегович Судьбин; englisch Yevgeny Sudbin; * 1980 in Leningrad, Russische SFSR, Sowjetunion) ist ein russischer Pianist.

## Leben
Sudbins Eltern sind beide Pianisten. Er lernte zunächst bei ihnen und begann dann mit 8 Jahren in der Musikspezialschule beim Leningrader Konservatorium. Im Alter von zehn Jahren emigrierte seine Familie nach Berlin. Er gewann mehrere deutsche Klavierwettbewerbe und studierte an der Hochschule für Musik „Hanns Eisler“ Berlin. Er war über neun Jahre Schüler von Christopher Elton an der Purcell School und der Royal Academy of Music. Er nahm auch Unterricht bei Murray Perahia, Claude Frank, Leon Fleisher, Stephen Kovacevich, Dmitri Baschkirow, Fou Ts'ong, Stephen Hough, Alexander Satz und Maria Curcio.
Von Sudbin gespielte Stücke von Mozart, Beethoven, Chopin, Tschaikowski, Rachmaninow, Medtner, Scarlatti und Skrjabin erschienen auf dem schwedischen Klassiklabel BIS Records.
Seit 1997 lebt Sudbin in Großbritannien. Er machte sein Debüt bei den Proms im Juli 2008. Im September 2010 wurde er Visiting Professor an der Royal Academy of Music in London.
Sudbin ist mit der Pianistin Sally Wei, einer Pianistin mit taiwanesisch-englischen Wurzeln, verheiratet, mit der er 3 Kinder hat. Sie waren zugleich Schüler bei Christopher Elton.